# Edificio Corbal
El Edificio Corbal  es un edificio histórico art déco situado en el centro de la ciudad española de Pontevedra.

## Ubicación
El edificio Corbal se emplaza en una esquina estratégica del centro urbano de Pontevedra, en la confluencia de las calles Michelena y General Gutiérrez Mellado, ocupando el número 11 de la calle Michelena.

## Historia
El edificio Corbal fue diseñado en agosto de 1938 por el arquitecto Juan Argenti Navajas por encargo del empresario Manuel Corbal Hernández, promotor de la obra. El inmueble fue levantado en el año 1940, convirtiéndose en el primero en construirse en la nueva calle General Gutiérrez Mellado, en la esquina con la calle Michelena.
Desde su origen, el edificio destacó por la concepción de viviendas espaciosas y de alto nivel, consideradas innovadoras para la época. Entre sus inquilinos más conocidos se contaron instituciones como la Jefatura Provincial del Movimiento y, más adelante, el Ateneo de Pontevedra.
Con el paso del tiempo, la baranda metálica de inspiración naval que recorría el balcón principal del primer piso, un elemento distintivo del lenguaje art déco original del edificio, fue reemplazada por una balaustrada de piedra, cuyo diseño más clasicista introdujo una nota barroquizante que modificó parcialmente la lectura estilística de la fachada.
Popularmente, el edificio fue conocido en sus primeros años como la Casa de los Calzoncillos , sobrenombre vinculado a un contrato suscrito por su promotor con el régimen franquista durante la Guerra Civil, mediante el cual se encargó de suministrar ropa interior de abrigo al ejército.
En 2023, el Ayuntamiento de Pontevedra anunció un proyecto de reforma integral del edificio, con conservación de su fachada, para albergar una macrotienda de la cadena Zara. El proyecto incluía también el inmueble contiguo de la calle General Gutiérrez Mellado, pero no llegó a ejecutarse debido a un litigio judicial relacionado con la supresión del paso de entrada y salida de las Galerías de la Oliva por el bajo del edificio anexo que fue demolido.
En 2025 se anunció un nuevo proyecto de rehabilitación integral del edificio Corbal, manteniendo su fachada original, para destinarlo a una promoción inmobiliaria de lujo.

## Descripción
El edificio Corbal, situado en el número 11 de la calle Michelena de Pontevedra, es una destacada construcción de estilo art déco que sobresale por su factura y cuidada ejecución arquitectónica.
Proyectado en una época de transformación urbana, el inmueble representó una obra de marcada vanguardia, influida por las corrientes racionalistas del art déco norteamericano y, de manera particular, por la variante streamline, caracterizada por formas inspiradas en la estética aerodinámica de la maquinaria naval y aeronáutica.
Su diseño denota un claro enfoque cosmopolita y moderno para su tiempo, reflejado en elementos como la marcada horizontalidad del conjunto, la fachada en esquina redondeada, las azoteas planas (posteriormente acristaladas), los miradores de ángulos curvos, los machones rematados en formas suaves y las barandillas metálicas de inspiración náutica.
El edificio fue construido en granito por los equipos de canteros de la empresa de Porfirio Diz, lo que no solo le confiere una notable solidez y prestancia formal, sino que lo vincula además con la tradición material y constructiva de la arquitectura gallega.